# The Amazing Spider-Man 2 (videogioco)
The Amazing Spider-Man 2 è un videogioco d'avventura/azione basato sul film The Amazing Spider-Man 2 - Il potere di Electro, sviluppato dalla Beenox e pubblicato dalla Activision. È stato pubblicato il 29 aprile 2014 in Nord America e il 2 maggio in Europa. È il primo videogioco di Spider-Man ad essere stato pubblicato per PlayStation 4 e al contempo l'unico su Xbox One.

## Trama
Dopo due anni di combattimenti contro il crimine e la protezione di New York City, Peter Parker / Spider-Man è finalmente visto come un eroe, ma non ha mai dimenticato il motivo per cui ha scelto questa strada, da dedicare ogni giorno della sua vita alla battaglia infinita contro il crimine, e così riprende la sua ricerca di Dennis Carradine, il criminale che ha ucciso suo zio Ben due anni fa, la cui morte lo ha ispirato per diventare un eroe. Durante la sua ricerca, Spider-Man incontra Herman Schultz, uno degli appaltatori di Carradine. Dopo aver sconfitto Schultz, Spider-Man lo interroga per informazioni su Carradine, oltre che sulla mafia russa, una delle principali bande della città, pesantemente coinvolta nel traffico di armi, proprio come la banda di Schultz. Schultz dà a Spider-Man un suggerimento su come trovare Carradine e rivela persino che la sua banda e i russi sono attualmente in guerra, ma poi induce Spider-Man a abbassare la guardia e scappa.
Il giorno seguente, Spider-Man riprende la sua vita quotidiana nella lotta al crimine, nella speranza di trovare qualcosa in più su dove si trova Carradine. Alla fine viene a conoscenza di un accordo in cui Carradine potrebbe essere coinvolto, e durante l'indagine Carradine, che fugge rubando un'auto e prende in ostaggio una donna, ma Spidey riesce a salvare l'ostaggio, anche se questo gli fa perdere Carradine per un breve periodo. Quando lo ritrova, Spider-Man scopre che Carradine è stato assassinato da un serial killer noto come "Carnage Killer", che sta uccidendo altri criminali. Con Carradine morto, Spider-Man decide che il suo obiettivo principale ora è catturare il Carnage Killer e portarlo al Ravencroft Institute, una prigione di massima sicurezza per i pazzi criminali.
Peter torna a casa per parlare con zia May della morte di Carradine, solo per vedere le notizie e apprendere che sia la banda di Schultz che la mafia russa stanno attaccando la Oscorp e per rubarvi la tecnologia avanzata e le armi, che potrebbero usare per vincere la guerra delle bande. Sentendosi in colpa per aver lasciato scappare Schultz, Spider-Man va a Oscorp per fermarli. Dopo aver salvato alcuni impiegati rapiti, tra cui un ingegnere elettrico di nome Max Dillon, Spider-Man sconfigge i mafiosi di entrambe le bande che combattono per le armi, quindi ripara il reattore surriscaldato dell'edificio, impedendo così alle bande di rubare qualcosa o distruggere l'edificio. Rivede però ancora una volta Schultz, che si è costruito un paio di guanti sonori e ora si definisce "Shocker". Dopo aver sconfitto Shocker, Spidey lo interroga di nuovo sulla guerra di gruppo e poi anche sul massacro, apprendendo così che ogni grande banda della città è ora coinvolta nella guerra e che hanno tutti paura del killer, di cui nessuno sa la sua vera identità. Dopo aver finito con l'interrogatorio, Spider-Man riattacca Shocker e lo lascia alla polizia, ma non prima di prendere parte della tecnologia che ha usato per i guanti per "potenziare" i suoi spararagnatele.
In seguito all'attacco a Oscorp e alla morte del suo capo Norman Osborn, il suo figlio e successore Harry Osborn, amico d'infanzia di Peter, e il miliardario Wilson Fisk annunciano che le loro società inizieranno a lavorare insieme per finanziare la Enhanced Crime Task Force, una forza di polizia privatizzata allo scopo di contenere criminali, oltre che a vigilanti come Spider-Man. Dopo che Harry rifiuta la sua offerta di togliere Oscorp dalle sue mani, Fisk decide di aspettare fino alla morte di Harry per la stessa malattia genetica che ha ucciso Norman, in modo da prendere il controllo della Oscorp. Nel frattempo, inseguito dalle Task Force, Spider-Man cerca di mantenere la sua reputazione di eroe fermando vari crimini in città, e incontra un uomo di nome Kraven, venuto a New York per dare la caccia ai falliti esperimenti tra le specie di Oscorp (che Spider-Man ha già combattuto due anni fa); Kraven offre a Spider-Man la possibilità di agire come suo protetto e, al suo assenso, Kraven gli insegna alcune delle sue tecniche di caccia per renderlo un eroe migliore, lavorando anche insieme per trovare il Carnage Killer.
Usando un telecomando dato da Kraven, Spider-Man trova e si infiltra in un nascondiglio russo, dove, dopo aver sconfitto tutti i mafiosi, scopre una mappa di tutti i luoghi che il Carnage Killer ha attaccato finora, così come il piano dei russi di uccidere Wilson Fisk alla raccolta fondi che avrà luogo quella notte. La sera stessa, Spider-Man va alla raccolta fondi come suo alter-ego e sventa con successo il piano dei russi, incontrando e parlando con Harry, che non vede da dieci anni, così come Felicia Hardy, una rapinatrice di banche che ha sconfitto in precedenza due anni fa e di nuovo a piede libero. Prima di partire, Peter intervista anche Wilson Fisk, che rivela a malincuore che i russi stanno facendo contrabbandando armi in città. Spider-Man trova uno dei camion dei russi e lo segue fino al molo, dove si trova il nascondiglio principale dei russi, dove Spider-Man recupera alcune armi Oscorp rubate e salva un uomo che i russi credono sia il Carnage Killer, che poi fornisce a Spidey una chiara descrizione del killer. Il giorno successivo, usando la mappa e la descrizione, Spider-Man e Kraven rintracciano l'assassino, che rivela il suo vero nome come Cletus Kasady e afferma che lui e Spidey sono molto simili. Spider-Man riesce a sconfiggere Kasady ma rifiuta di ucciderlo dopo che Kraven lo ha spinto a farlo. Kasady viene successivamente arrestato dalla polizia e portato a Ravencroft, dove incontra l'assistente di Harry, Donald Menken, e inizia a sperimentare una sostanza rossa simbiotica chiamata "Venom", che inizialmente doveva curare la malattia di Norman Osborn.
Qualche tempo dopo, con la guerra della banda ormai finita (a causa sia della banda russa di Mob che di quella di Schultz estromessa dall'immagine, e del Carnage Killer in prigione, tutto grazie a Spider-Man), un misterioso signore del crimine noto solo come "Kingpin "inizia a colmare il vuoto di potere, facendo aumentare il tasso di criminalità. Allo stesso tempo, sempre più persone iniziano a vedere Spidey come una minaccia, e come conseguenza arrivano sempre più grandi forze della Task Force in città per prendersi cura dei criminali al suo posto e dargli la caccia. Nel tentativo di rifare la sua reputazione di eroe, Spider-Man accompagna un furgone della polizia e  arriva in un museo che viene derubato, solo per scoprire che è una trappola creata da Felicia Hardy, che in qualche modo ha ottenuto dei superpoteri ed è ora si autonomina "Black Cat". Dopo essersi preso cura dei ladri, Spider-Man combatte e sconfigge Black Cat, che poi conferma i suoi sospetti e rivela che il Kingpin è, in effetti, Wilson Fisk, oltre a essere lui a portarla fuori da Ravencroft, il carcere dove era stata internata dopo essere stata sconfitta da Spidey. Inoltre, Fisk ha anche fatto degli esperimenti su specie diverse che le hanno dato dei superpoteri, ordinandole poi di uccidere Spider-Man, anche se lei non ha mai voluto fargli del male. Spidey si offre di aiutarla, ma Black Cat rifiuta e scappa.
Il giorno seguente, Peter visita Harry nel suo appartamento per saperne di più su Fisk, ma Harry gli rivela che sta morendo e chiede a Peter l'aiuto di Spider-Man, poiché crede che il suo sangue possa aiutarlo a trovare una cura. Peter rivisita Harry come Spider-Man e gli dice che non può dargli il suo sangue per paura che, senza sufficienti ricerche, potrebbe portare a un altro incidente di Lizard, ma questo finisce solo per irritare Harry e determinarlo a cercare una cura per conto suo.
Poco dopo, dopo che Harry ha confermato i suoi sospetti sul fatto che Kraven stia lavorando per Fisk, Spider-Man lo affronta nel suo loft e scopre che Kraven è stato effettivamente assunto per ucciderlo. Tuttavia, mentre si prepara a partire, Spidey viene tranquillizzato da Kraven e quindi costretto a combatterlo a Central Park, dove Kraven rivela che lo ha addestrato solo per rendere Spider-Man un degno avversario. Dopo averlo sconfitto, Spider-Man usa il codice d'onore di Kraven per costringerlo a rivelare come arrivare a Kingpin, prima di lasciarlo legato su un albero. Arrivato alla Fisk Tower, Spider-Man si intrufola all'interno di uno dei camion e lo cavalca verso il nascondiglio di Kingpin, dove Spider-Man sconfigge i soldati della Task Force e i criminali che difendono Kingpin, che viene poi sconfitto nel suo nascondiglio. Spider-Man riesce quindi a hackerare il suo computer per prove incriminanti, ma l'energia in tutta la città viene improvvisamente ridotta da Max Dillon (l'ingegnere elettrico Oscorp salvato da Spidey in precedenza), il quale, dopo un bizzarro incidente, ottenne il potere dell'elettricità e fu incarcerato a Ravencroft, da dove però riuscì a fuggire. Senza altra scelta, Spider-Man è costretto a lasciare a Fisk una vittoria momentanea in quanto privo di prove contro di lui e va a fermare Dillon, che ora si definisce "Electro".
Spider-Man arriva a Times Square e cerca di ragionare con Electro, che rivela che i dottori di Ravencroft avevano fatto esperimenti su di lui. Electro incolpa Spidey per non essere stato lì per salvarlo, poiché erano "compagni", e quindi lo attacca. Spider-Man riesce a sconfiggere Electro, ma questo provoca involontariamente l'esplosione del suo corpo, uccidendo quest'ultimo. Mentre l'elettricità ritorna a New York, Spidey si dispiace per Dillon perché, alla fine, è stato solo vittima di un malinteso, ma poi rende conto che Ravencroft intende condurre esperimenti simili su tutti i suoi pazienti, e decide di porvi fine. Nel frattempo, Harry scopre e si inietta con il veleno di ragno di Richard Parker (che ha dato i suoi poteri a Spider-Man), sperando che lo guarisca dalla sua malattia, ma il veleno si rivela presto instabile e, dopo aver appreso da uno dei suoi impiegati che le voci su Fisk che sta cercando di impadronirsi di Oscorp sono vere, Harry impazzisce in preda alla rabbia e al veleno, scatenando il caos nell'edificio Oscorp. Spider-Man viene a indagare e trova un Harry folle e grottesco, che ora si definisce il "Goblin verde". Dopo aver salvato i civili intrappolati all'interno dell'edificio e aver disinnescato le bombe che Green Goblin ha piazzato intorno a Manhattan, Spider-Man è costretto a inseguire e combattere e sconfiggere il suo ex amico su un tetto. Tuttavia, nel tentativo finale di uccidere l'eroe, il Goblin Verde si accoltella accidentalmente con il suo aliante e muore.
Spider-Man in seguito va al Ravencroft Institute, dopo aver sentito parlare di grandi rivolte recentemente scoppiate; giunto lì, sconfigge diversi pazienti infetti da una misteriosa sostanza rossa, così come alcuni ufficiali della Task Force inviati per affrontare la situazione, e salva Donald Menken, che gli rivela che gli esperimenti su Kasady, pur falliti, gli hanno permesso di controllare il Venom gli è stato iniettato. Dopo aver portato in salvo Menken e gli altri membri del personale, Spidey si fa strada attraverso la struttura, sconfiggendo altri ufficiali della Task Force e pazienti infettati da Kasady, e alla fine trova e affronta Kasady stesso, ora nominatosi "Carnage", in una gigantesca cella simile ad un'arena. Spidey sconfigge Carnage dopo una dura lotta bruciando il simbionte da Kasady, dopo aver appreso da Menken le debolezze del simbionte. Kasady supplica Spider-Man di lasciarlo morire, ma questi rifiuta, dicendo che, alla fine, sono completamente diversi, e lo riporta nella sua cella, dove il simbionte viene completamente rimosso.
Qualche tempo dopo, Peter visita il vecchio amico di famiglia Stan nel suo negozio di fumetti, che lo incoraggia a essere l'uomo che lo zio Ben avrebbe voluto che fosse. Dopo questo consiglio, Peter riprende il suo ruolo di Spider-Man e si prepara a salvare di nuovo la giornata.
In una scena dopo i crediti, Kingpin dice al sindaco al telefono che continuerà a finanziare la Task Force del crimine avanzato senza Harry, prima che Camaleonte, in realtà Donald Menken, entri in scena. Quando chiede quale sia il loro prossimo piano, Kingpin afferma che "ora inizia il vero lavoro".

## Modalità di gioco
Il gioco introduce un sistema di Moralità noto come "Eroe o Minaccia", dove il giocatore sarà ricompensato se fermerà i vari crimini, o punito se farà diversamente. Inoltre, il giocatore può migliorare gli spararagnatele di Spider-Man, che può controllare durante certe sezioni del gioco. Fa anche il suo ritorno il sistema di Web-Rush, espanso in modo da permettere colpi critici, schivate e capriole, oltre che a nuovi aggiornamenti e abilità, alcuni dei quali espansi dal gioco precedente. Il gioco introduce anche nuovi tipi di nemici, tra cui quelli corazzati che possono essere sconfitti tramite un attacco stealth o una Ragnatela Ionica, che permette a Spider-Man di spezzare le armature lasciando i nemici vulnerabili. Inoltre, la città è stata espansa incorporando nuovi distretti per un maggiore spazio esplorabile. La città è coinvolta dagli stessi tipi di crimini del gioco precedente, ma a questi se ne aggiungono di nuovi, come incendi dolosi e soccorsi di ostaggi; inoltre, a differenza del gioco precedente, vi saranno attività secondarie casuali costanti. A proposito di missioni, esse sono state alterate secondo lo stile di gioco del giocatore: invece di costringerlo a navigare su un livello lineare, i livelli sono ora più aperti, permettendo di esplorare la mappa e consentendo modi diversi di approccio della missione; come conseguenza, è possibile scegliere se compierla in stealth o con la forza bruta. Parlando di stealth, gli attacchi sono stati migliorati rispetto al gioco precedente, con la possibilità di mettere silenziosamente fuori gioco i nemici dalla distanza, e da qualunque parte vi si trovi, che sia il soffitto, il muro o semplicemente a terra, mentre è anche possibile invertire gli attacchi dei nemici.
Nella casa di Peter Parker, accessibile nel gioco anche tramite la metropolitana, è possibile rigiocare le missioni della storia, acquistare miglioramenti, vestire le varie tute nel gioco e ascoltare i vari file audio che si possono raccogliere intorno alla città. Non bastasse, il giocatore può usare il telefonino nel gioco per accedere alla mappa in modo da tenere d'occhio attività attuali e le missioni principali e secondarie, oltre che a gestire i messaggi e gli aggiornamenti per le tute e le abilità.

## Personaggi
- Spider-Man / Peter Parker: supereroe che, dopo aver visto suo zio Ben morire assassinato, giurò vendetta contro il criminale Carradine, decidendo di diventare Spider-Man per proteggere tutti i cittadini di New York. È doppiato nella versione italiana da Luca Sandri
- Shocker / Herman Schultz: boss della malavita, diverrà Shocker quando ruberà la tecnologia della Oscorp. È il primo boss, e verrà battuto facilmente da Spider-Man. È doppiato nella versione italiana da Andrea Bolognini
- Kingpin / Wilson Fisk: un politico corrotto, è uno degli ultimi boss e molto potente. Pur sottovalutato dall'Uomo-Ragno per la sua stazza goffa, è in realtà un uomo intelligente, carismatico e dall'incredibile forza. All'inizio del gioco si allea con Harry Osborn, dicendo di voler aiutare la sua città, New York, sbarazzandosi dei criminali e allestendo la Task Force. Inoltre, scoprendo la malattia di Harry Osborn, intende attendere la sua morte per poi prendere il controllo della Oscorp. Si scopre anche che ha assunto Kraven, incaricandolo di uccidere Spider-Man.
- Kraven il cacciatore / Sergei Kravinoff: terzo boss del gioco. All'inizio sembrerà buono, diventando il "maestro" di caccia di Spider-Man, ma verrà pagato dalla Task Force e verrà poi sconfitto da quest'ultimo in un isolotto a Central Park. È doppiato nella versione italiana da Mario Zucca
- Ben Parker: zio di Peter, appare fisicamente una sola volta (all'inizio del gioco). È grazie a lui che Peter, onorandolo, diventerà Spider-Man, prendendo le sue responsabilità.
- Goblin / Harry Osborn: penultimo boss del gioco e amico d'infanzia di Peter, diverrà nemico di Spider-Man dopo che quest'ultimo rifiuta di dargli la cura della malattia. Diventerà Goblin e successivamente morirà, dopo che venne sconfitto da Spider-Man. È doppiato nella versione italiana da Davide Albano
- Felicia Hardy: secondo boss, appare poche volte nel gioco. Anche lei è stata assunta da Kingpin / Wilson Fisk incaricandola di uccidere Spider-Man, ma non riesce a portare questo compito, in quanto innamorata di lui. È doppiata nella versione italiana da Lorella De Luca
- Carnage / Cletus Kasady: killer psicopatico, si tramuta in Carnage, il boss finale tramite un cocktail sperimentale per curare gli Osborn, e si scopre anche essere l'assassino di Carradine.
- Jean DeWolff: non appare nel gioco, ma fa vari camei nei diari vocali.
- Stan Lee: omaggio a Stan Lee, è il proprietario di un negozio di fumetti. È doppiato nella versione italiana da Raffaele Fallica
- May Parker: zia di Peter, nel gioco apparirà pochissime volte. È doppiata nella versione italiana da Silvana Fantini
- Electro / Max Dillon: terzultimo boss del gioco. È doppiato nella versione italiana da Alessandro Conte
- Donald Menken: si scoprirà essere il criminale Camaleonte, il quale appare solo una volta dopo i crediti di coda. È doppiato nella versione italiana da Matteo Zanotti
- J. Jonah Jameson: direttore del Daily Bugle. Nel gioco non appare fisicamente, ma fa solo un cameo vocale.
- Whitney Chang: giornalista e amica di Spider Man, lavora per il Daily Bugle. È doppiata nella versione italiana da Jenny De Cesarei

## Accoglienza
| Testata                          | Versione | Giudizio |
| -------------------------------- | -------- | -------- |
| Metacritic (media al 30-01-2020) | iOS      | 58/100   |
| Metacritic (media al 30-01-2020) | PC       | 57/100   |
| Metacritic (media al 30-01-2020) | PS3      | 57/100   |
| Metacritic (media al 30-01-2020) | PS4      | 49/100   |
| Metacritic (media al 30-01-2020) | WiiU     | 58/100   |
| Metacritic (media al 30-01-2020) | X360     | 55/100   |
| Metacritic (media al 30-01-2020) | XONE     | 46/100   |
| Destructoid                      | Tutte    | 6/10     |
| Eurogamer                        | Tutte    | 2/10     |
| GameSpot                         | Tutte    | 5/10     |
| GamesRadar+                      | Tutte    | [ 10 ]   |
| GameTrailers                     | Tutte    | 5.3/10   |
| IGN                              | PS4      | 5.4/10   |
| Joystiq                          | Tutte    | [ 13 ]   |
| Official Xbox Magazine           | X360     | 7/10     |
| PC Gamer                         | PC       | 55/100   |
| Polygon                          | Tutte    | 6/10     |
| TouchArcade                      | iOS      | [ 17 ]   |

Il gioco ha ricevuto un'accoglienza contrastante al momento dell'uscita, ed è stato maggiormente criticato per la grafica, la storia e i numerosi glitch. Su Metacritic, la versione iOS ha avuto un 58/100 in base alle 14 recensioni, quella PlayStation 3 un 57/100 su 4 recensioni, e quella PlayStation 4 un 49/100 su 44 recensioni.
Le versioni Xbox 360 e PlayStation 3 sono state considerati inferiori alle controparti per PlayStation 4 e Xbox One, soprattutto per il fatto che le prime versioni avevano scarsa illuminazione, cali di frame rate e texture poco dettagliate. La versione PS4 ha avuto un 5.4/10 da IGN. La versione Xbox 360 ha avuto un 5.5/10 da Digital-Tutors, che ha dichiarato: "...semplicemente non è ludico, e in base ai tanti problemi che vi abbiamo trovato, sembra buttato lì per caso nel tentativo di coincidere con l'uscita del film." Steven O'Donnell/Bajo e Stephanie Bendixsen/Hex, del programma televisivo Good Game di ABC, lo hanno votato con un 4/10, dichiarando: "sembra un copia-incolla di The Amazing Spider-Man, ma senza la maggior parte delle parti buone."
Dan Whitehead di Eurogamer lo ha votato con un 2/10, dichiarando: "è come se una parte di me fosse morta". Ha infatti dichiarato, in quanto fan di Spider-Man, di esser rimasto deluso dal gioco, privo di significato per lui, mentre gli altri giochi di Spider-Man gli lasciavano almeno qualcosa. Ha anche dichiarato:: "colpito dal gameplay poco brillante e calpestato dalla debolezza tecnica, questa volta Spidey non è stato distrutto dai Sinistri Sei, ma ridotto a un Terribile Due."
Tom McShea di GameSpot lo ha votato 5/10, ritenendone la presentazione godibile e trovando le boss battles soddisfacenti, ma criticandone i controlli, le missioni secondarie e il combattimento; in sostanza, ha dichiarato: "il più grande fallimento di The Amazing Spider-Man 2 è quanto sembra familiare. Anzi, ci sono stati molti altri giochi open-world con protagonista Spider-Man che percorrono una strada assai simili. Non ci sono quindi molte sorprese, niente di speciale che mi abbia distratto. Tuttavia, poter trascorrere il tempo come Spider-Man mi è bastato per sopportare i vari problemi, semplicemente perché è un personaggio divertente da udire. Non c'è niente di gravissimo con The Amazing Spider-Man 2, dopo tutto. Ma non c'è neanche tanto di buono, qui."
Richard Grisham di GamesRadar è stato più positivo, con un voto di 3 stelle su 5 e considerando il combattimento "basico" ma "goibile", lodandone i collezionabili e prendendo in considerazione la storia "divertente e intrattenente". Ha però ritenuto il gioco un'esperienza datata, e spiazzato i controlli e la varietà delle missioni.
Justin McElroy del sito web Polygon lo ha votato con un 6/10, scrivendo: "ho accettato che forse non ci sarà mai un gioco di Spider-Man grandioso. Se lo scoraggiante The Amazing Spider-Man 2 vi è di qualche aiuto, Activision e Beenox avranno forse raggiunto la stessa conclusione. Ci sono giochi su Spider-Man peggiori di questo. Ma non ricordo uno che oscilla così concettualmente vicino alla grandezza solo per lasciare alla sua scarsa esecuzione di riportarlo a terra."